# BloodRayne 3: La sangre del Reich
BloodRayne: The Third Reich, conocida en España como BloodRayne: El tercer Reich y en Hispanoamérica como BloodRayne: La sangre del Reich es una película de terror, aventura y acción que se lanzó directamente a DVD; dirigida por Uwe Boll. Está ambientada en la Europa de 1943 durante la Segunda Guerra Mundial y protagonizada por Natassia Malthe y Michael Paré. Se estrenó en el American Film Market el 5 de noviembre de 2010 y se lanzó en DVD y Blu-ray el 5 de julio de 2011 en los Estados Unidos. Es la tercera película de la franquicia BloodRayne basada en el videojuego del mismo nombre y es una secuela de BloodRayne: Venganza de sangre y BloodRayne 2: Deliverance, también dirigidas por Boll. Es la segunda película de BloodRayne que estelariza Malthe después de BloodRayne 2: Deliverance. Paré, quien interpretó a Iancu en BloodRayne: Venganza de sangre y a Pat Garrett en BloodRayne 2: Deliverance, interpreta otro personaje en esta película. Boll, quien ya está planeando una secuela, rodó BloodRayne 3: El tercer Reich simultáneamente con Blubberella, con ambas películas compartiendo algunos de los mismos actores, entre ellos Michael Paré, Clint Howard, Brendan Fletcher y Willam Belli.

## Sinopsis
Rayne (Natassia Malthe) contra los nazis en Europa durante la Segunda Guerra Mundial, con la resistencia francesa y encontrando al Director Ekart Brand, un líder nazi cuyo objetivo es inyectarle a Adolf Hitler, la sangre de Rayne en un intento de transformarlo en un dhampiro y alcanzar la inmortalidad.
La película comienza con vagones de trenes llenos de humanos enviados a campos de concentración cuando son interceptados por un grupo de resistencia francés. Pronto Rayne llega y mata a la mayoría de las tropas nazis y acorrala a su comandante en un vagón de tren. Mientras los dos hablan, un nazi le dispara a Rayne, salpicando su sangre en la cara del comandante. Rayne mata al soldado antes de empalar al comandante en un poste y dejarlo morir. Rayne pronto conversa con el líder de la resistencia, Nathaniel (Brendan Fletcher), quien sabe que Rayne es una dhampir. Después de encontrar los vagones del tren llenos de prisioneros, la resistencia y Rayne deciden trabajar juntos para luchar contra los nazis. Sin embargo, después de que se van, se revela que el comandante sobrevivió a su presunta muerte como resultado de que parte de la sangre de Rayne se metiera en su boca, lo que implica que es un dhampir.
De vuelta en la sede del Tercer Reich, un científico llamado Mangler (Clint Howard) está torturando a los vampiros como una forma de estudiarlos para que pueda hacer que Adolf Hitler y el Tercer Reich sean inmortales. Un teniente del Tercer Reich le informa al médico que el comandante fue atacado por un "vampiro" durante el día, lo que intriga su interés.
En otra parte, Rayne se dirige a un burdel para recibir un masaje cuando escucha a un soldado golpear a una de las mujeres. Enfurecida por la paliza que interrumpió su masaje, Rayne golpea fácilmente al hombre, obligando al dueño del burdel a cerrar temprano, a pesar de que le advirtieron que los nazis sospecharían que algo andaba mal. Ella ignora la advertencia y con enojo le dice a Rayne que es mejor que no sea un problema para su negocio. Rayne simplemente se burla de la mujer antes de irse. Mientras Rayne se prepara para irse, una mujer voluptuosa detiene a Rayne y le agradece por salvar a la mujer de antes, quitándose la bata de Rayne. Otra mujer enciende varias velas mientras la mujer sigue golpeando a Rayne. La mujer sale, diciéndole a Rayne y a la mujer tetona que "se diviertan". Inicialmente rechazando sus avances al principio, la mujer finalmente logra seducir a Rayne y tiene relaciones sexuales con ella. Mientras la mujer domina sexualmente a Rayne, una de las mujeres escucha su relación sexual, sonriendo con picardía antes de salir del burdel. Rayne continúa teniendo sexo con la mujer, finalmente culmina mientras besa el cuerpo de Rayne.
La mujer que escuchó la sesión de amor de Rayne le cuenta al comandante que Rayne agredió al soldado de antes a cambio de dirigir el burdel en el que trabaja, ya que odia a la mujer que lo dirige actualmente. El comandante coquetea con la mujer, comentando sobre su belleza antes de morderla.
De vuelta en el burdel, Rayne está completamente vestida, ya que los soldados nazis han llegado para matar a Rayne. Después de cortarlos con sus espadas, se reúne con el comandante. Horrorizada al saber que engendró a un comandante nazi, ella huye. Los nazis disparan a Rayne, logrando golpearla, aunque ella lo rechaza y escapa. Esto enoja al comandante, ya que él la quiere viva. La Dra. Mangler se apresura a donde le dispararon a Rayne, y recoge su sangre para más investigación.
Rayne se reúne con Nathaniel, pidiéndole armas y dinamita, pero él se niega. Entonces Rayne y Nathaniel van a buscar a Magda Markovic (Annett Culp) en un bar, y ella les da algunos códigos. Al irse, Rayne lucha contra dos vampiros y los mata. Rayne tiene una pesadilla sobre pelear contra Hitler, quien ahora es un dhampir después de morderla. El director habla con el teniente Jaeger antes de morderlo. Nathaniel encontró a Rayne y encuentran a Basil, al escuchar al Director ir a Berlín para crear un ejército de vampiros, el teniente Jaeger los ataca, después de que Rayne lo matara.
La resistencia lucha contra los soldados, pero capturan a Magda y el director la tortura mordiéndola. La resistencia descubre que su escondite fue atacado al enterarse de que era una distracción. Rayne ataca y mata soldados, ella y la resistencia encontraron a Magda, pero ella es un vampiro, y Rayne la mata. Luego, cuando son atacados por soldados vampiros, la resistencia escapa, Nathaniel y Rayne son prisioneros, donde Mangler extrae la sangre de Rayne.
Al ser transportado en un camión a Berlín, Nathaniel cuida a Rayne y tienen relaciones sexuales. La resistencia pone dinamita en el camino, para rescatar a Rayne y Nathaniel. En la pelea, el Director bebe la sangre de Rayne y Mangler escapa y es asesinado por Natalia. Finalmente, Rayne mata al Director, pero ella sabe que hay más trabajo. En Berlín, Rayne, Nathaniel y la resistencia llegan a otra base nazi, dándoles una sorpresa.

## Reparto
- Natassia Malthe como Rayne.
- Michael Paré como Ekart Brand.
- Brendan Fletcher como Nathaniel.
- Clint Howard como el doctor Mangler.
- Willam Belli como Vasyl Tishenko.
- Natalia Guslistaya como la francotiradora Natalia.
- Annett Culp como Magda Markovic.
- Steffen Mennekes como el teniente Kaspar Jaeger
- Nik Goldman como el mesero.
- Vjekoslav Katusin como el oficial nazi.
- Goran Manić como Boris.
- Fabrice Colson como resistente francés #1.
- Ralf Seeger
- Alexis Wawerka como resistente francés #2.
- Petar Benčić como el conductor.
- Safiya Kaygin como Svetlana Koerk.

## Producción
Boll había planeado inicialmente comenzar a filmar en Croacia en 2008 bajo el título BloodRayne 3: Warhammer, pero más tarde se anunció que la filmación comenzaría en enero de 2010. En febrero de 2010, el título fue cambiado a BloodRayne: The third Reich y el rodaje comenzó en Zagreb, Croacia con Natassia Malthe y Michael Paré en los papeles principales.
Michael Paré ha aparecido en las tres películas de la franquicia de BloodRayne, pero como personajes diferentes: Iancu, Pat Garrett y el comandante Ekart Brand respectivamente.